# Grządka
Grządka (niem. Grund) – przysiółek wsi Włodowice w Polsce, położony w województwie dolnośląskim, w powiecie kłodzkim, w gminie Nowa Ruda.

## Położenie
Grządka to niewielka osada leżąca w Sudetach Środkowych, w północnej części Wzgórz Włodzickich, pomiędzy centrum Włodowic a Sokolicą, na wysokości około 430–450 m n.p.m.

## Podział administracyjny
W latach 1975–1998 przysiółek administracyjnie należał do województwa wałbrzyskiego.

## Historia
Grządka powstała w XIX wieku jako kolonia Włodowic, w 1933 roku miejscowość liczyła 73 mieszkańców. Zawsze była niewielką osadą, po 1945 roku znacznie wyludniła się pomimo bliskiego sąsiedztwa Nowej Rudy. Obecnie zabudowania Grządki łączą się z Sokolicą.